# Marianne Bertrand
Marianne Bertrand (* 1969) ist eine belgische Wirtschaftswissenschaftlerin, die sich auf angewandte Mikroökonomik spezialisiert hat. So gehören die Bereiche Arbeitsökonomik, Corporate Finance und Entwicklungsökonomik zu ihren Forschungsschwerpunkten. Seit 2000 forscht und lehrt Bertrand an der University of Chicago, wo sie seit 2009 die Chris-P.-Dialynas-Professur für VWL innehat.

## Ausbildung
Marianne Bertrand wurde in Belgien geboren. Nach ihrem Schulabschluss besuchte sie von 1987 bis 1992 die Université libre de Bruxelles, von der sie 1991 eine Licence in VWL und 1992 eine Maitrise in Ökonometrie erhielt. Während ihrer Studien in Brüssel unterrichtete sie an der Universität Studenten im Grundstudium in Mathematik sowie im Hauptstudium in Ökonometrie (1989–1991). Nach Abschluss ihres Studiums arbeitete sie für ein Jahr an der Université libre de Bruxelles als wissenschaftliche Hilfskraft. Hiernach wechselte sie 1993 an die Harvard University, die ihr 1998 einen Ph.D. in VWL verlieh.

## Beruflicher Werdegang
Nach ihrem Ph.D. verließ Bertrand 1998 Harvard, um eine Stelle als Assistant Professor für VWL und Öffentliche Angelegenheiten an der Abteilung für VWL und der Woodrow Wilson School of Public and International Affairs der Princeton University anzunehmen, wo sie bis 2000 blieb. Als Assistant Professor in Princeton lehrte sie im M.P.A.-Programm fortgeschrittene Makroökonomie sowie im Ph.D.-Programm Arbeitsökonomik. Danach wechselte Bertrand an die Booth School of Business der University of Chicago. Hier war sie zunächst ebenfalls Assistant Professor, bevor sie 2002 zum Associate Professor und 2003 zum vollwertigen Professor ohne Lehrstuhl befördert wurde. 2006 erhielt sie schließlich die Fred G. Steingraber-A. T. Kearney Professur für VWL, die sie 2009 zugunsten der Chris P. Dialynas Professur für VWL aufgab. Von 2009 bis 2011 war Bertrand ein Neubauer Family Faculty Fellow und von 2011 bis 2012 ein Richard N. Rosett Faculty Fellow. In Chicago lehrt Bertrand unter anderem Mikroökonomie, Wettbewerbsstrategien und über die Rolle des Unternehmens außerhalb des Marktes.
Darüber hinaus ist Bertrand ein Research Fellow des National Bureau of Economic Research (NBER) für Corporate Finance und Arbeitsmarktstudien, ein Research Fellow des Instituts zur Zukunft der Arbeit (IZA) und ein Research Fellow des Center for Economic and Policy Research (CEPR) für Entwicklungsökonomie, Arbeitsökonomik und Public Policy.

## Forschung
Gemäß der wirtschaftswissenschaftlichen Publikationsdatenbank IDEAS gehört Bertrand im Gesamtranking zu den 2 % der forschungsstärksten Ökonomen (Rang 344). Auch unter Kriterien wie „Anzahl an Zitaten“ oder „Anzahl an Zeitschriftenseiten“ gehört Bertrand deutlich zu den besten 5 % der in der Datenbank erfassten Ökonomen. Der am häufigsten zitierte Artikel Bertrands trägt den Titel How Much Should We Trust Differences-in-Differences Estimates? (2002) und wurde zusammen mit Sendhil Mullainathan und Esther Duflo verfasst. In diesem Artikel analysieren Bertrand, Duflo und Mullainathan die Differenz-von-Differenzen-Schätzung (DIDE), eine Schätzmethode für Kausalbeziehungen, und kommen zu dem Schluss, dass die Differenz-von-Differenzen-Schätzung in seiner herkömmlichen Verwendung den Standardfehler der geschätzten Wirkung der untersuchten Intervention erheblich unterschätzt. Um dem Autokorrelationsproblem zu begegnen, machen Bertrand, Duflo und Mullainathan abschließend drei Lösungsvorschläge: einen Zusammenfall der Daten in Zeiträume vor und nach der Intervention, die Verwendung einer speziellen Kovarianzmatrix oder die Verwendung von Techniken die auf Randomisierungs-Inferenz-Testmethoden basieren.
Zu den wesentlichen Forschungsbeiträgen Bertrands, deren akademische Bedeutung sich durch deren Zitierung in der Fachliteratur widerspiegelt, gehören des Weiteren folgende::
2000 trugen Bertrand, Luttmer und Mullainathan zur Netzwerktheorie bei, indem sie auf der Grundlage von Informationen über die zu Hause gesprochene Sprache die Frage untersuchten, ob von gleichsprachigen Menschen umgeben zu sein die Verwendung von Sozialhilfe stärker für Individuen aus Gruppen mit im Durchschnitt hoher Teilnahme in Sozialhilfeprogrammen erhöht. Anlass für diese Untersuchung war die die akademischen Literatur durchziehende Hypothese, dass Netzwerkeffekte eine Kultur der Armut verursachen würden. Die Studie ergab, dass soziale Netzwerke einen starken Einfluss auf die Nutzung von Sozialhilfe haben und fand Hinweise darauf, dass Netzwerke tatsächlich eine Kultur der Armut unterstützen.
2001 untersuchten Mullainathan und Bertrand, ob Befragte in Umfragen sagen, was sie wirklich denken. Die Ergebnisse ihrer Studien zeigten, dass die empirische Literatur die Skepsis von Ökonomen gegenüber subjektiven Fragen tendenziell unterstützt und dass die Verwendung subjektiver Daten in einem ökonometrischen Kontext fragwürdig ist, wobei diese subjektiven Daten jedoch Nutzen als erklärende Variablen haben können (hier wäre aber darauf zu achten, dass Kausalität nicht zwangsläufig gegeben ist). Schließlich wiesen Mullainathans und Bertrands empirische Untersuchungen darauf hin, dass subjektive Variablen in der Praxis nützlich sind, um Unterschiede im Verhalten verschiedener Individuen zu erklären.
Zusammen mit Mehta und Mullainathan analysierte Bertrand 2002 Tunneling, d. h. die vertikale Ausbeutung indirekt besessener Unternehmen, in Indien. Hierzu entwickelten Bertrand, Mehta und Mullainathan eine empirische Methode, um das Ausmaß von Tunneling in Unternehmen zu schätzen. Die Anwendung dieser Methode auf indische Unternehmen ergab ein erhebliches Maß an Entwendung, meist den Eigentumsverhältnissen entsprechend und meist im Zusammenhang mit nicht-operativem Gewinn.
2003 analysierten Bertrand und Antoinette Schoar ob und falls ja, wie individuelle Manager das Verhalten und die Leistungsstärke von Unternehmen beeinflussen. Die Ergebnisse ihrer Studie unterstützen die Annahme, dass Unterschiede im Führungsstil von Top-Managern für einen großen Teil der Unterschiede bezüglich Unternehmensstrategien (Investitionen, Finanzierung etc.) verantwortlich gemacht werden kann und dass die Leistung eines Unternehmens stark vom Führungsstil der Top-Manager abhängig ist. Auch konnten die Autoren Hinweise darauf finden, dass ein positiver Einfluss des Führungsstils eines Managers auf die Unternehmensleistung allgemein mit höherer Bezahlung verbunden ist und häufiger in Unternehmen vorkommt, wo die Inhaberverhältnisse stark konzentriert sind (z. B. Familienunternehmen). Schließlich gelang es Bertrand und Schoar nachzuweisen, dass ältere Manager im Durchschnitt vorsichtiger mit Investitionen und Finanzen umgehen als jüngere sowie dass M.B.A.-Absolventen häufig aggressivere Unternehmensstrategien bevorzugen.
In einem 2004 publizierten Artikel untersuchten Bertrand und Mullainathan die Diskriminierung von Minderheiten auf dem US-Arbeitsmarkt. Die Ergebnisse der Studie wiesen stark darauf hin, dass ethnische Diskriminierung einen wichtigen Faktor darstellt, warum Afro-Amerikaner wirtschaftlich weniger erfolgreich sind als andere ethnische Gruppen. So konnte die Studie bspw. überzeugend nachweisen, dass Bewerber mit typisch afro-amerikanischen Namen unabhängig von Qualifikation und Geschlecht weniger Rückfragen erhielten und sich dies selbst dann nicht änderte, wenn sich die Qualifikationen dieser Bewerbergruppe verbesserten.
Marianne Bertrands Publikationen finden sich einer Reihe von renommierten volkswirtschaftlichen Publikationen, darunter das Quarterly Journal of Economics, Journal of Political Economy, Journal of Finance sowie der American Economic Review, deren Co-Herausgeber sie seit Juli 2011 ist. Zuvor hatte Bertrand von 2004 bis 2005 als Co-Herausgeber des Economic Journal gearbeitet, ebenso wie als Associate Editor der Fachzeitschriften Finance Letters (2003–2007), Journal of the European Economic Association (2003–2004), Economic Journal (2006–2011), American Economic Journal: Applied Economics (2007–2011) und des Quarterly Journal of Economics (2003–2011).

## Auszeichnungen
Marianne Bertrand hat im Laufe ihrer Karriere eine Reihe von Auszeichnungen, Forschungs- und Studienstipendien erhalten. Zu diesen gehören unter anderem die Mitgliedschaft in der National Academy of Sciences (2021) und in der American Academy of Arts and Sciences (2012), der Society of Labor Economists’ Rosen Prize for Outstanding Contributions to Labor Economics (2011), Excellence in Refereeing Awards des Quarterly Journal of Economics (2011) und der American Economic Review (2009), der Elaine-Bennett-Forschungspreis (2005), Fellowships der Society of Labor Economists (2012), der Florence Gould Foundation (2005–2006), der Alfred P. Sloan Foundation (2003–2005) und der Centel Foundation (2001–2002) sowie Studienstipendien der Harvard University, des Fonds National de la Recherche Scientifique (1993–1997) und der Belgian American Educational Foundation (1993–1994).

### Artikel (Auswahl)
- Bertrand, Marianne, Sendhil Mullainathan (2004): Are Emily and Greg More Employable Than Lakisha and Jamal? A Field Experiment on Labor Market Discrimination, American Economic Review, Vol. 94, Nr. 4, S. 991–1013.
- Bertrand, Marianne, Antoinette Schoar (2003): Managing with Style: The Effect of Managers on Firm Policies, The Quarterly Journal of Economics, Vol. 118, Nr. 4, S. 1169–1208.
- Bertrand, Marianne, Paras Mehta, Sendhil Mullainathan (2002): Ferreting Out Tunneling: An Application To Indian Business Groups, The Quarterly Journal of Economics, Vol. 117, Nr. 1, S. 121–148.
- Bertrand, Marianne, Sendhil Mullainathan (2001): Do People Mean What They Say? Implications for Subjective Survey Data, American Economic Review, Vol. 91, Nr. 2, S. 67–72.
- Bertrand, Marianne, Erzo F. P. Luttmer, Sendhil Mullainathan (2000): Network Effects And Welfare Cultures, The Quarterly Journal of Economics, Vol. 115, Nr. 3, S. 1019–1055.

## Quelle
- Curriculum Vitae von Marianne Bertrand auf der Website der University of Chicago (Englisch) (PDF; 66 kB)